# اردشیر لارودی
اردشیر لارودی (۴ بهمن ۱۳۲۲ در تهران) روزنامه‌نگار ورزشی کهنه‌کار و سرشناس ایرانی است. لارودی مربیگری تیم‌هایی نظیر ساسان و راه‌آهن را برعهده داشته‌است.
وی همچنین سابقه داوری کشتی و فوتبال در دهه‌های ۱۳۴۰ و ۱۳۵۰ را هم دارد.
لارودی کار مطبوعاتی‌اش را از سال ۱۳۴۵ با کیهان ورزشی آغاز کرد. و سردبیری نخستین روزنامه ورزشی ایران، ابرار ورزشی را از آغاز انتشار آن برعهده دارد. لارودی سردبیری نشریات ورزشی زیادی را تجربه نموده‌است و شاگردان زیادی در میان روزنامه‌نگاران ورزشی نسل‌های مختلف تربیت کرده‌است.
لارودی از سال ۱۳۸۲ سردبیری روزنامه جهان فوتبال را بر عهده داشت و تا پایان کار این نشریه در سال ۱۳۸۷ سردبیر جهان فوتبال بود.
از جمله شاگردان اردشیر لارودی باید به این اسامی اشاره کرد: پژمان نوزاد، عادل فردوسی پور، امیر حسین فرخ مهر، حمیدرضا عرب، علیرضا رستگار، محسن ابراهیمی، تورج لارودی، رضا صادق زاده، علی قدرتی ، پوریا ژفره، احمد عربانی، فراز کمالوند، علی حق شناس، فرشاد کاس نژاد، فرهاد کاس نژاد، پیام یوسنی پور، بردیا افشین، علی کاوه، محمد برنو، محمد محمد پور، حمید صادق زاده، مسعود حسینی، رضا کرمی، علی فولادی، حامد امینی، سعید آقایی، افشین عبدالهیان ، سعید زاهدیان، حمیدرضا عرب، امیرعباس واسعی، مهسا اخباری، افشین خماند، رضا خسروی، جعفر برزگر، ناصرقراگزلو، جواد رستم زاده، مجید باباعلی، علی خماند، محمد سررشته داری، فاطمه صمدی، هومن جعفری،  امیرحسین خیرخواه، فرزان واحدی فرد، نعیم احمدی، مهدی نصراوی، مهدیه دریابیگی، شقایق آسیایی، هادی پرونده،علی بحرینی، امیر یزدجردی، اسماعیل راستی، احسان امانی، سعید میرزا شفیع، افشین رضاپور، غفور هاشمی، فروغ آسمانی، مهوش عبودی،  مهران احمدآبادى و... اشاره کرد.